# Rio Ipiranga (vattendrag i Brasilien, Pará)
Rio Ipiranga är ett vattendrag i Brasilien.   Det ligger i delstaten Pará, i den centrala delen av landet, 1 000 km nordväst om huvudstaden Brasília.
I omgivningen kring Rio Ipiranga växer i huvudsak städsegrön lövskog. Området är nästan obefolkat, med mindre än två invånare per kvadratkilometer.